# جين ديلانو
جين ديلانو (بالإنجليزية: Jane Delano)‏ هي ممرضة أمريكية، ولدت في 13 مارس 1862 في مونتور فالس في الولايات المتحدة، وتوفيت في 15 أبريل 1919 في Savenay ‏ في فرنسا.

## وصلات خارجية
- جين ديلانو على موقع الموسوعة البريطانية (الإنجليزية)